# Axel Tüttelmann
Axel Tüttelmann (* 1947) ist ein deutscher Generalmajor im Ruhestand. Von 1994 bis 1998 war er im Dienstgrad eines Obersts Kommandeur der Flugbereitschaft des Bundesministeriums der Verteidigung und bis 2005 Kommandeur des NATO-AWACS-Verbandes auf dem NATO-Flugplatz Geilenkirchen als Brigadegeneral. In seiner letzten Verwendung war er Befehlshaber der gesamten Frühwarnflotte der NATO im Supreme Headquarters Allied Powers Europe mit Sitz im belgischen Mons, womit am 7. September 2005 auch seine Ernennung zum Generalmajor verbunden war. 2009 ging er in den Ruhestand.